# Kusiaiset (ö i Satakunta)
Kusiaiset är en ö i Finland. Den ligger i sjön Valkjärvi och i kommunerna Siikaisoch Påmark och landskapet Satakunta, i den sydvästra delen av landet, 230 km nordväst om huvudstaden Helsingfors. Öns area är omkring 580 kvadratmeter och dess största längd är 40 meter i nord-sydlig riktning.